# Mongolia ai Giochi della XX Olimpiade
La Mongolia partecipò alle Giochi della XX Olimpiade|XX Olimpiadi, svoltesi a Monaco di Baviera dal 26 agosto all'11 settembre 1972, con una delegazione di 39 atleti impegnati in 7 discipline per un totale di 39 competizioni.  Portabandiera fu il lottatore Bazarragchaagiin Jamsran.
Il bottino della squadra, alla sua terza partecipazione ai Giochi estivi, fu di una medaglia d'argento conquistata da un altro lottatore: Khorloogiin Bayanmönkh.

## Medaglie
| Medaglia | Nome                   | Sport        | Evento       |
| -------- | ---------------------- | ------------ | ------------ |
| Argento  | Khorloogiin Bayanmönkh | Lotta libera | Pesi massimi |